# Wu Zixu

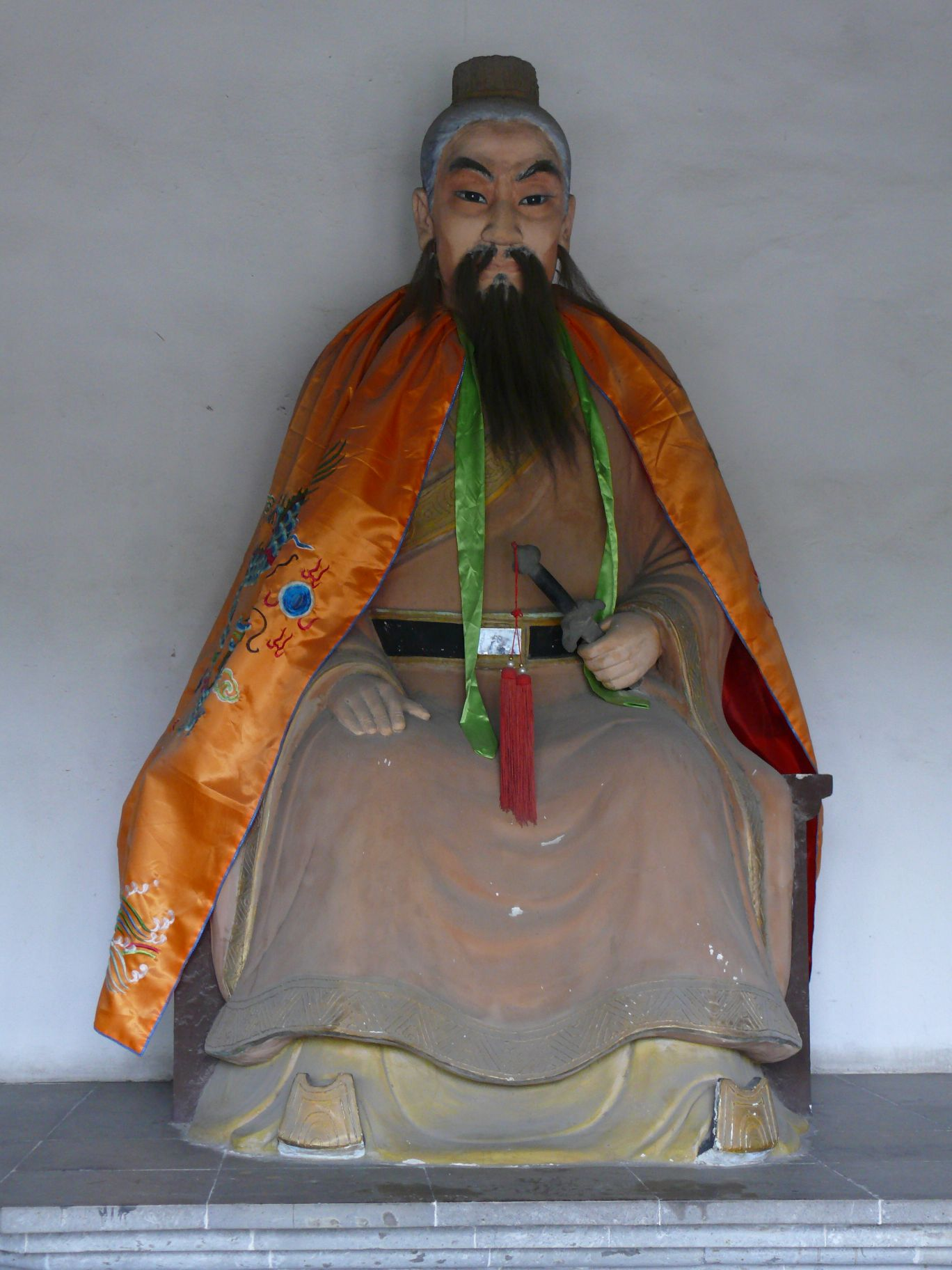
Darstellung von Wu Zixu im Wu-Zixu-Tempel in Suzhou

Karte Chinas zur Zeit von Wu Zixu mit dem Staat Wu im Südosten der chinesischen Ebene

Wu Zixu (chinesisch 伍子胥, Pinyin Wǔ Zǐxū, gest. 484 v. Chr.) war ein chinesischer Minister, Militärführer und Stratege, der am Ende der Periode der Frühlings- und Herbstannalen lebte und wirkte. Er stammte aus dem Staat Chu, floh jedoch in den Staat Wu, wo er mehr als 30 Jahre König Helü und seinem Thronfolger Fuchai diente. Er galt als außergewöhnlich fähiger und vielseitiger Kanzler, der zusammen mit Sun Wu erheblichen Anteil am wirtschaftlichen und militärischen Aufstieg von Wu hatte, das unter Fuchai kurzzeitig als Hegemon das damals von Chinesen besiedelte Gebiet beherrschte.
Wu Zixu (eigentlicher Name Wu Yun chinesisch 伍員, Pinyin Wǔ Yún, Zixu war sein Höflichkeitsname) stammte aus Jiaoyi im Staat Chu, der heutigen Gemeinde Jiaopi im Kreis Funan der Provinz Anhui. Wu Zixus Großvater Wu Ju hatte am Hofe von König Zhuang eine hohe Position innegehabt und in dieser erfolgreich im Sinne des Königs gehandelt, so dass der Wu-Clan eine gewisse Bekanntheit bekommen hatte. Im Jahre 522 v. Chr. überkamen König Ping Zweifel an der Loyalität des Prinzen Jian. Unter einem Vorwand ließ er Wu Zexus Vater Wu She, den persönlichen Lehrer des Prinzen, und Wu Zexus Bruder Wu Shang in die Chu-Hauptstadt Ying kommen, wo er sie ermorden ließ. Wu Zixu hingegen floh mit Prinz Jian zunächst nach Qi, dann nach Zheng. Dort vereinbarte Jian mit Vertretern des Staates Jin ein Komplott gegen Zheng. Wu Zixu riet dem Prinzen davon ab – immerhin hatte Zheng den beiden Zuflucht gewährt. Jian wurde getötet, nachdem der Plan des Prinzen aufgeflogen war. Wu floh deshalb in den Staat Wu. Man erzählt sich, dass Wu Zixu beim Überqueren des Grenzflusses zwischen Zheng und Wu einem Fischer so stark misstraute, dass dieser sich im Fluss selbst ertränkte. Anderen Legenden zufolge alterte Wu in einem Versteck in Zhaoguan vor Angst so schnell, dass seine Verfolger ihn nicht mehr erkannten.
Nach Ankunft in Wu half Wu Zixu dem Prinzen Guang dabei, sich des Throns seines Onkels König Liao zu bemächtigen. Er heuerte Zhuan Zhu an, der sich mit einem in einem Fisch versteckten Messer Zutritt zum Palast des Königs verschaffte und ihn dort erstach. Prinz Guang bestieg den Thron als König Helü, Wu Zixu wurde sein Kanzler und enger Berater. Gemeinsam setzten sie Maßnahmen, um fähige Leute zu fördern, Landwirtschaft und Handel anzukurbeln und die Streitkräfte zu stärken. Er empfahl den Militärstrategen Sun Wu als General, ließ ihn Soldaten rekrutieren und ausbilden, so dass Wu das schlagkräftigste Militär des Südostens der damals chinesisch besiedelten Region bekam.
Zu den größten Errungenschaften von Wu Zixu zählt die Gründung der Stadt Suzhou. Gemäß den Chroniken war der erste Ratschlag, den Helü nach seiner Thronbesteigung von Wu bekam, der Bau einer großen Stadt. Helü beauftragte Wu Zixu mit diesem Projekt. Wu veranlasste den Bau einer äußeren Stadtmauer von 47 Li (etwa 24 Kilometer) Umfang und einer inneren Stadtmauer von 10 Li (etwa 5 Kilometer) Umfang. Die so entstandene Stadt gilt als Vorläufer des heutigen Suzhou, dessen Altstadt bezüglich Ausdehnung und geographischer Lage mit der damals von Wu Zixu geplanten Anlage weitgehend übereinstimmt – in China sehr seltener Zustand angesichts der 2500-jährigen Geschichte der Stadt.
Zwei Maßnahmen von Wu Zixu gelten als wegweisend für die Linderung von Überschwemmungskatastrophen am Unterlauf des Jangtsekiang. Im heutigen West-Jiangsu ließ er zwischen Gaochun und dem Tai-See einen Kanal ausheben und Deiche aufschütten, so dass die Hochwasserwellen aus dem Süden des heutigen Anhui ohne Überschwemmungen zu verursachen in den See abfließen konnten. Dieser Kanal ermöglichte darüber hinaus Bewässerungsprojekte und konnte als Verkehrsweg genutzt werden, weswegen er von den Leuten den Namen Xu-Bach (胥溪 Xūxī) genannt wurde. Nach der Thronbesteigung durch Fuchai ließ Wu Zixu einen weiteren Kanal bauen, der vom Tai-See zum Ostchinesischen Meer führt. Er wurde Xu-Fluss (胥浦 Xūpǔ) genannt.
Wu und Sun gingen aus diversen Feldzügen gegen ihre Nachbarstaaten siegreich hervor. Sie alaysierten die Stärken und Schwächen ihrer Nachbarn und griffen zuerst Chu an, in dem sie die größte Bedrohung für Wu erkannt hatten. Wu wusste, dass die Regierung von Chu zerstritten war. Diesen Umstand ausnutzend teilte er die Wu-Armee in drei Teile, die er abwechselnd an unterschiedlichen Stellen Angriffe auf Chu starten ließ. Chu mobilisierte jedes Mal seine Streitkräfte gegen die eindringenden Wu-Truppen die sich jedes Mal schnell zurückzogen. Nach einigen Jahren war Chu durch diese Taktik erschöpft. Um den Großangriff auf Chu vorzubereiten, ging Wu Zixu ein Bündnis mit den deutlich kleineren Cai und Tang ein, die sich nördlich von Chu befanden. Als Chai und Tang ihren Angriff auf Chu begannen, ließ Wu Zixu seine Truppen Wus südlichen Nachbarn Yue angreifen. Chu nahm dadurch an, dass Wu nicht gleichzeitig auch im Westen Krieg führen könne und zog seine Truppen im Norden zusammen. Die Wu-Hauptarmee drang nun entlang des Huai-Flusses nach Westen vor und besiegte im Jahre 506 v. Chr. die Armee von Chu in der Schlacht von Boju. Danach stießen sie bis zur Chu-Hauptstadt Ying (30 Kilometer südlich des heutigen Jingzhou) vor. Wu Zixu wollte hier den Tod seines Vaters und seines Bruders rächen. Chu-König Ping war jedoch bereits verstorben. Wu ließ deshalb sein Grab öffnen und versetzte König Pings Leiche 300 Peitschenhiebe. Wu eroberte Chu letzten Endes nicht, Chu wurde jedoch entscheidend geschwächt. Durch das chinesische geflügelte Wort 鞭尸三百 ist diese Tat auch im heutigen China weithin bekannt.
Nachdem Sun Wu den Staat Wu verlassen hatte, kommandierte Wu Zixu die Wu-Streitkräfte allein. Nachdem von Chu keine Gefahr mehr ausging, zog Wu gegen Yue ins Feld. Im Jahre 494 v. Chr. konnte Wu die Schlacht auf dem Tai-See für sich entscheiden. Die Wu-Truppen verfolgten die Yue-Krieger und belagerten die Hauptstadt von Yue namens Kuaiji. Der Staat Yue entging nur dadurch dem Untergang, dass König Fuchai – entgegen dem Rat Wu Zixus – ein Friedensangebot von Yue-König Goujian annahm. Nach dem Sieg von Wu über Yue führte Fuchai ein extravagantes Leben und setzte sich das Ziel, von den anderen Staaten als Hegemon anerkannt zu werden. Wenngleich Wu Zixu ihm riet, zuerst Yue zu unterwerfen, zog er gegen seine nördlichen Nachbarn ins Feld. Zugleich verlor Wu Einfluss an Fuchais Hof zu Gunsten des Ministers (太宰) Bo Pi, der korrupt war und Wu vor Fuchai verleumdete. Das Unheil voraussehend brachte Wu Zixu im Jahre 484 seinen Sohn nach Qi in Sicherheit. Fuchai nutzte dies als Vorwand, Wu des Verrates zu beschuldigen und ihn zum Selbstmord aufzufordern. Bevor er sich selbst die Kehle durchschnitt, bat er Fuchai, seinen Kopf am Stadttor aufzuhängen, damit er den Einmarsch der Armee von Yue unter Goujian miterleben könne. Yue griff Wu im Jahre 482 v. Chr. und im Jahre 476 v. Chr. an. Am Ende des zweiten Krieges, der drei Jahre dauern sollte, geriet Fuchai in Gefangenschaft und tötete sich selbst.
Fuchai ließ Wus Leiche in einem Ledersack in den Fluss werfen, die Leute bestatteten ihn jedoch an einem Hügel nahe dem Fluss. Wenig später wurde ein Tempel zu Ehren von Wu Zixu gebaut, er befindet sich heute im Südwesten der Altstadt von Suzhou nahe dem Pan-Tor und der Ruiguang-Pagode. Außerhalb des Xu-Tores hat man einen Wu-Zixu-Gedächtnispark eingerichtet. Nach Wu Zixu sind das Stadttor Xu-Tor, der Xu-Fluss außerhalb dieses Tores, ein Berg namens Xu-Berg und der Ort, wo der Xu-Fluss in den Tai-See mündet (Xukou) benannt.